# Weston Milton
Weston Milton – stacja kolejowa w północnej dzielnicy miasta Weston-super-Mare w hrabstwie Somerset na linii kolejowej Bristol - Exeter. Stacja bez sieci trakcyjnej. 

## Ruch pasażerski
Stacja obsługuje ok. 31 196 pasażerów rocznie (dane za rok 2007). Posiada bezpośrednie połączenia z Bristolem, Taunton, Plymouth i Exeterem. Pociągi odjeżdżają ze stacji w odstępach dwugodzinnych w każdą stronę. 

## Obsługa pasażerów
Automat biletowy, przystanek autobusowy, parking na 30 miejsc